# Jim Ross
James William Ross (Fort Bragg, California, 3 de enero de 1952) es un comentarista de lucha libre profesional, locutor deportivo y podcaster estadounidense, más conocido como Jim Ross (a menudo abreviado como J. R.). Tiene contrato con All Elite Wrestling (AEW), donde se desempeña como comentarista, analista y asesor principal. Ross es conocido por su larga y exitosa carrera como comentarista deportivo de la WWE. Conocido por los fanáticos de la WWE como «Good Ol' JR», Ross ha sido etiquetado como el mejor comentarista de lucha libre de todos los tiempos. Ross, mientras estaba en la WWE, estuvo involucrado ocasionalmente en storylines y también participó en nueve combates de lucha libre entre 1999 y 2011.
Después de años de trabajar en diversos empleos en la industria de la lucha libre profesional, Ross se convirtió en el principal locutor de Mid-South Wrestling a principios de la década de 1980. Luego pasó a hacer comentarios para el territorio World Championship Wrestling de la National Wrestling Alliance (NWA), antes de saltar a la World Wrestling Federation (WWF, ahora WWE), haciendo su primera aparición para la promoción en WrestleMania IX en 1993. Durante su periodo en WWF/WWE, Ross fue ampliamente considerado como la voz de la empresa, particularmente durante la Attitude Era de finales de la década de 1990 y principios de la de 2000. También fue el locutor principal en inglés de New Japan Pro-Wrestling en AXS TV de 2015 a 2018 y ocasionalmente hizo narraciones de combates de boxeo y artes marciales mixtas. Ha sido incluido en los salones de la fama de la WWE, NWA y del Wrestling Observer Newsletter, y ha sido honrado por el Salón de la Fama de la Lucha Libre Profesional George Tragos/Lou Thesz dos veces.
Fuera de la lucha libre, Ross es conocido por su marca de salsa barbacoa y jerky, JR's Family BBQ. También presenta su propio pódcast semanal, Grilling JR.

## Carrera

### Comienzos
En su etapa en el instituto, Ross comentó en la Radio del Este y con esta experiencia, se le dio una oportunidad de ser un comentarista suplente en el territorio Mid-South desde el 1974 hasta 1977 aunque, durante esto, fue árbitro. Poco después, Bill Watts compró el territorio de lucha de Mid-South y Ross fue allí a trabajar, convirtiéndose en el comentarista principal en 1986, siendo su primer combate como comentarista, un combate por el Campeonato Mundial de Peso Pesado de la NWA que enfrentó a Ric Flair y Ted DiBiase. Cuando Jim Crockett, Jr. compró la empresa Mid-South (entonces renombrado "Universal Wrestling Federation") y lo mezcló con su grupo, Jim Crockett Promotions, Ross se unió a la nueva compañía y reemplazó ocasionalmente a Gordon Solie y Tony Schiavone como comentarista para el National Wrestling Alliance. Ross continuó progresando y mejorando, construyendo así su legado, incluso cuando Jim Crockett Promotions se convirtió en World Championship Wrestling (WCW).
Ross siguió subiendo peldaños, aunque durante su camino tuvo un enfrentamiento con el jefe de WCW Eric Bischoff. Según Ross, Bischoff había que hizo un gran trabajo "vendiéndose" a los ejecutivos del dueño de WCW Turner Broadcasting, lo que Bischoff interpretó como que Ross lo maltrató y cuando Eric fue promocionado como productor ejecutivo en 1993, despidió "justamente" a Ross de la compañía.
Tras esto, Ross tuvo un duro contrato de 3 años con Turner Broadcasting, aceptando de forma inmediata por miedo a no poder encontrar trabajo si dejaba la televisión por un largo período. Mick Foley afirma que Ross regresó desde el comité de reserva de la WCW. Ross abandonó WCW tras haber sido apartado del directo por Eric Bischoff.

### World Wrestling Federation / Entertainment / WWE (1993-2013)

#### 1993-1996
Tras su largo trabajo en la NWA y la WCW, Ross fue contratado por la World Wrestling Federation, comentando por primera vez en esta empresa en WrestleMania IX y después en WWF Wrestling Challenge en contra de Gorilla Monsoon. Ross trabajó al lado de Bobby Heenan en este último show hasta que Heenan dejó la WWF en diciembre de 1993. Ross fue originalmente la voz principal de los pago por visión de la WWF, junto a Heenan o Randy Savage en 1993, aunque Vince McMahon ocupó luego esa posición desde SummerSlam 1993.
Tras ser sustituido, Ross ocupó un puesto en la radio de la WWF y, en este puesto, Ross fue acompañado por copresentadores como Johnny Polo. Hablaban de las superestrellas, de los aficionados y retransmitían los eventos de la WWF. Ross fue despedido de la WWF el 11 de febrero de 1994 y seguidamente fue comentarista para la Smoky Mountain Wrestling y para los Atlanta Falcons de la NFL.
En 1994, Vince McMahon tuvo problemas legales, lo que le impidió seguir comentando en la WWF y, tras varios shows con Gorilla Monsoon como comentarista, volvieron a contratar a Jim Ross para comentar junto a Randy Savage. Cuando los problemas de McMahon acabaron, la WWF le dejó volverse a ir, aunque lo tuvieron que volver a contratar poco después para WrestleMania XI.

#### 1996-1999

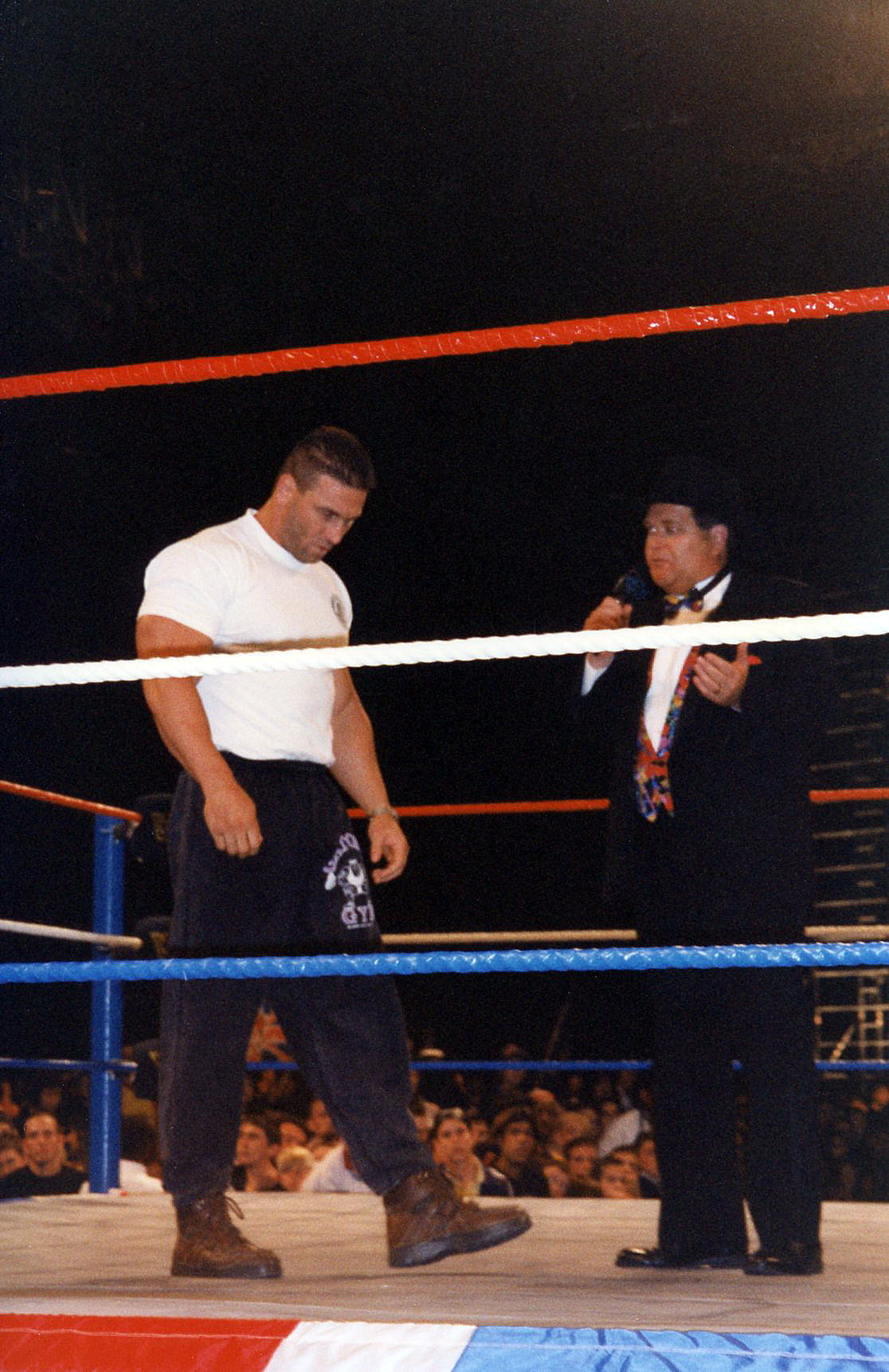
Ross, entrevistando en 1997 a Ken Shamrock.

En septiembre de 1996, Ross se volvió heel por primera vez en su carrera. Cuando Diesel y Razor Ramon se fueron a la World Championship Wrestling, Ross proclamó que seguía teniendo contacto con ellos, y dijo que los iba a devolver a la WWF pronto. En el episodio de Monday Night RAW, Ross hizo un anuncio en la que hablaba con el nuevo jefe, Vince McMahon, presentando los nuevos Razor y Diésel. Si no funcionaba, como venganza McMahon despediría a Ross.
Después de esto, Ross volvió a ser la voz principal de la WWE, coincidiendo con Survivor Series en 1998, aunque finales de 1998, tras el fallecimiento de su madre, Ross se tomó un descanso de RAW ya que el dolor hizo que empeorara su parálisis de bell, así que Michael Cole sustituyó a Ross. La historia que WWF sacó de esto para excusar la ausencia de Ross fue que Vince le despidió por su condición. Ross aparecía de vez en cuando manifestando su desacuerdo con Vince, yendo la historia tan lejos que Ross tuvo su propia mesa de comentaristas en el público en todos los eventos de RAW. La fuerza en contra de la decisión de Vince por despedir a Ross fue llamada "JR is WAR" (Juego de palabras originado por el nombre del show RAW is WAR). La historia acabó con la contratación de Ross para WrestleMania XV.
La World Championship Wrestling se burló de Jim Ross y su enfermedad, imitando cómo comentaba con la parálisis en la cara, aunque se deshizo rápidamente de estas mofas por la actitud negativa de aficionados y luchadores hacia esta actitud.

#### 1999-2010
Jim Ross fue la "voz de RAW" junto a Jerry Lawler, y cimentó su legado como el mejor comentarista de la WWE que, tras la "Extensión de la WWE" (Compra de WCW y creación de SmackDown!), Ross trabajó exclusivamente para el bando de RAW solo en los pago por visión y eventos patrocinados por RAW. Ross tuvo su primera lucha el 18 de abril de 2005 contra Triple H en un combate sin descalificación el cual ganó debido a una interferencia de Batista.

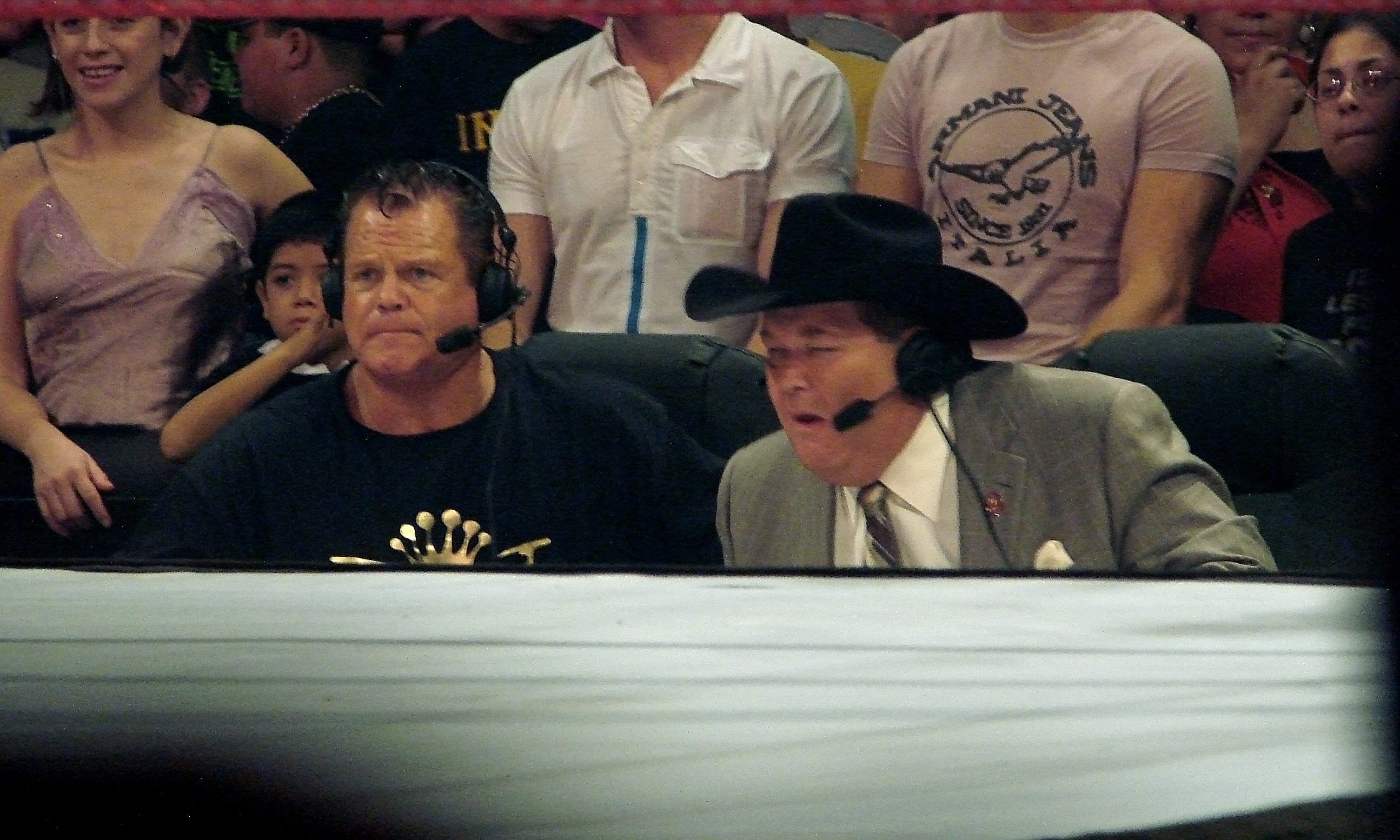
Jerry Lawler (izquierda) y Jim Ross (derecha) en la mesa de comentaristas.

Ross trabajó seis años más en el bando de RAW, e incluso fue añadido como uno de los observadores de talentos pero, poco a poco, el trabajo de Ross fue decreciendo por su salud y la de su familia. 
Como parte de otra historia, en octubre de 2005 fue despedido por Vince y Linda McMahon, aunque se veía el fin de esta historia cuando el doctor de Ross le descubrió una enfermedad grave en su colon. Vince McMahon se burló de Jim Ross la semana siguiente llamando a su trasero "trasero idiota", y para defender a Ross, apareció un gran amigo de este, "Stone Cold" Steve Austin, el cual luchó por el puesto de Ross. Durante la recuperación de su colon, Joey Styles (el comentarista de Extreme Championship Wrestling) ayudó semanalmente a RAW, Ross y mientras se recuperaba, ayudaba a producir RAW. Volvió en el Saturday Night's Main Event en 2006, pero recuperó el puesto de comentarista principal en WrestleMania 22 el 2 de abril de 2006.
El contrato de Jim Ross expiró en octubre de 2006, y en ese punto, ningún bando (ni WWE, ni Ross) quería firmar un contrato, pero tampoco querían la marcha de Ross, así que siguió trabajando con los mismos términos del contrato expirado, aunque finalmente en noviembre de 2006 Jim Ross escribió en su blog que había firmado un contrato de un año con WWE. 
En marzo de 2007, Ross fue incluido en la clase de Hall of Fame de 2007. En 2008 continuó comentando en RAW hasta que en el draft de ese año fue cambiado a SmackDown!, pero poco después, en 2009, decidió retirarse por culpa de su enfermedad y porque quería dedicarse enteramente a hacer subir su empresa de salsas, y sus restaurantes.

#### 2011
Jim Ross apareció en RAW el 14 de marzo ayudando a Jerry Lawler en su feudo contra Michael Cole pero fue atacado por Jack Swagger. Apareció en WrestleMania 27 en el combate de Jerry Lawler contra Michael Cole y se quedó en las luchas posteriores de este evento, comentando junto con Jerry Lawler y Booker T. Después del combate, se anunció que Ross y Lawler harían equipo contra Cole y Swagger en el evento Extreme Rules de 2011. En el evento Ross y Lawler salieron derrotados después de que Cole cubriera a Ross con un "Roll Up". Un mes después, en Over de Limit, apareció para burlarse de Michael Cole, por haber perdido contra Jerry Lawler en un "Kiss my foot match" (Bésame el pie), vertiéndole un bote de su salsa barbacoa encima.
El 25 de julio en RAW regresó como comentarista junto a Jerry Lawler y Michael Cole. En la edición de RAW del 15 de agosto, en la pelea que enfrentaba a Jack Swagger y Alex Riley, estaban de invitados en la mesa de comentaristas Dolph Ziggler y Vickie Guerrero. Vickie le cogió el sombrero a JR, y se lo puso al árbitro para que se despistara, y así Swagger poder hacer trampas. Tras esto, el sombrero cayó al suelo, y Dolph Ziggler lo pisoteó y se lo devolvió a JR destrozado. En la edición de RAW SuperShow del 19 de septiembre, JR llamó al ring a Mark Henry para felicitarlo por ganar el Campeonato Mundial de los Pesos Pesados contra Randy Orton en Night of Champions. Mark salió, y atacó a Ross sin ningún motivo, ahorcándolo con la corbata, pero Jerry Lawler entró al ring para defender a Ross, pero acabó siendo atacado también por Henry.
En el programa RAW Supershow del 5 de octubre fue el último en abandonar la mesa de comentaristas para hacer huelga en contra de Triple H como jefe de la WWE (kayfabe). El 10 de octubre fue despedido de la empresa por John Laurinaitis (kayfabe). El 17 de octubre, en el RAW Supershow celebrado en México, el Mánager General lo recontrató, y fue puesto en una lucha en equipo con John Cena enfrentando a Michael Cole y Alberto Del Rio, saliendo triunfador su equipo luego que Ross hiciera rendir a Cole. Poco después, en la edición de RAW Supershow, Cole anunció que Ross se enfrentaría a Cole en el "Michael Cole challenge". Hasta el 14 de noviembre no llegó el día de este evento, en una edición de RAW Supershow. El reto consistió en dos pruebas, finalizando en la prueba definitiva. La primera prueba fue un pulso de brazos, el cual ganó Ross. La segunda prueba fue un concurso de baile, ganado Ross también. La prueba definitiva fue tomar el peso de los dos, y el que menos pesaba, ganaba. Ganó Michael Cole, por tanto el reto Michael Cole, lo ganó él mismo, obligando a Ross a no volver a RAW. Posteriormente el 12 de diciembre del 2011, en el especial de RAW: The 2011 Slammy Awards ganó el premio al mejor momento del año, por bailar en el reto de Michael Cole semanas antes.

#### 2012-2013
Ross regresó a la WWE para comentar los 1000 Episodios de Raw junto a Jerry Lawler y Michael Cole. Apareció en la Monday Night RAW del 1 de octubre por un homenaje en nombre el él y cuando iba a hablar CM Punk le falto el respeto y empezó a gritarle diciendo que ''él es el mejor en el mundo'' y lo echó del ring hasta que apareció Ryback a defender a Ross y le dice que vuelva al ring y cuando entra Ryback, Punk se va del ring. El 11 de septiembre del 2013, fue despedido de la WWE tras unos problemas en la presentación del videojuego WWE 2K14 en el cual se vieron involucrados él y Ric Flair. y así culminando un ciclo de 20 años de Carrera en WWE.

### New Japan Pro Wrestling (2015-2016)
Durante el año 2015, J. R. se pasó el año comentando en la New Japan Pro Wrestling junto a Matt Striker durante las grabaciones y shows en vivo, además de tener un contrato especial que le permite comentar y dar sus opiniones en otras empresas de lucha libre.
El 16 de enero de 2016, se anunció que Jim Ross había firmado un contrato para ser el nuevo anunciante libre para el programa AXS TV de NJPW estando su contrato sólo con el programa y no con la compañía.

### WWE (2017-2019)
En WrestleMania 33, Jim Ross hizo su regreso a la WWE luego de cuatro años de ausencia para narrar la lucha de The Undertaker y Roman Reigns. A los pocos días se dio a conocer la noticia de que Ross firmó un contrato con la empresa de dos años. En junio, se anunció que Jim Ross sería el comentarista del Mae Young Classic junto a Lita y Alundra Blayze.

### All Elite Wrestling (2019-presente)
El 3 de abril de 2019, All Elite Wrestling anunció la contratación de Ross como comentarista en inglés.

## Vida personal

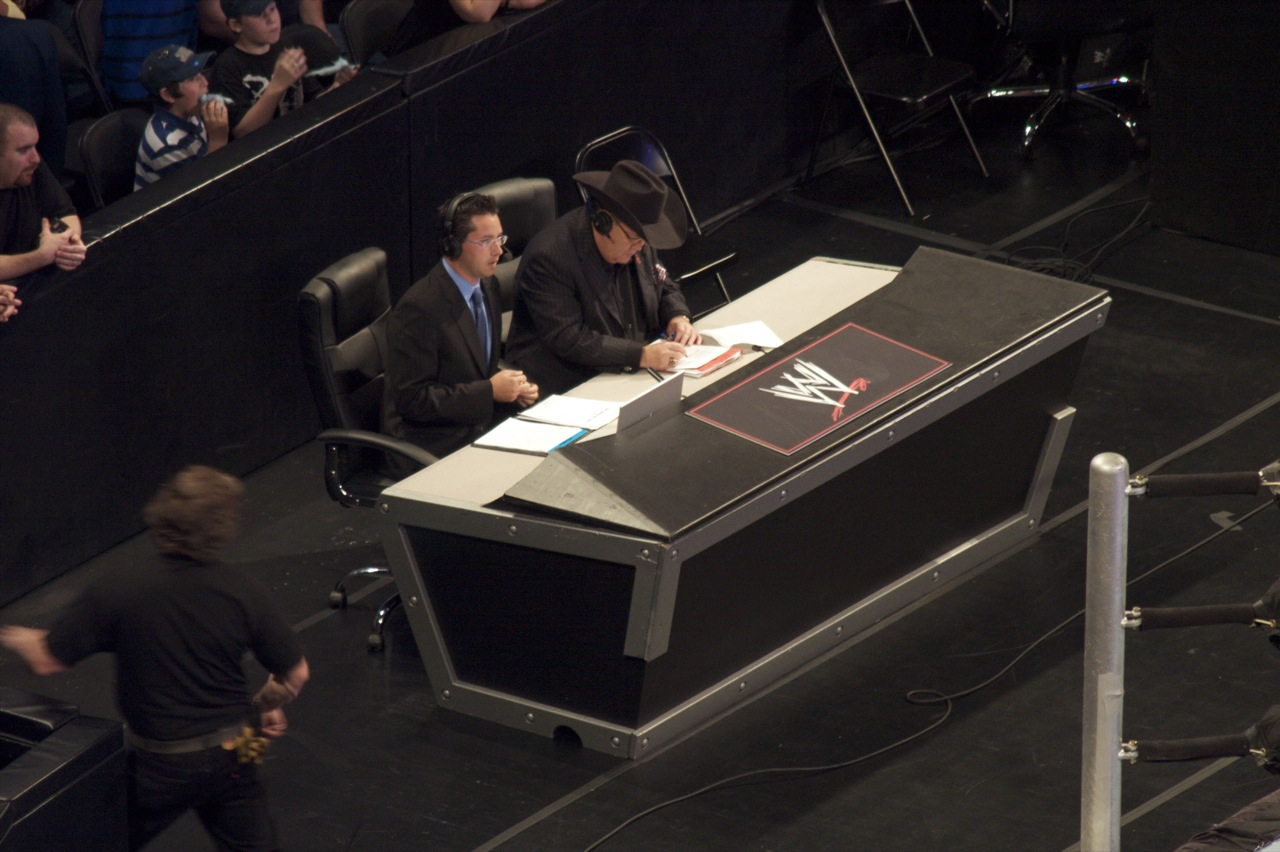
Ross junto a Todd Grisham comentando una lucha en SmackDown.

Jim estaba casado con Jan, y tiene dos hijas (de un matrimonio anterior) y dos nietas. Sufre de parálisis de Bell, lo que en ocasiones provoca la parálisis en sus músculos faciales, siendo el causante de que a finales de 1998, tras el fallecimiento de su madre, Ross se tomó un descanso de RAW, ya que el dolor hizo que empeorara su parálisis facial, por tanto Michael Cole sustituyó a Ross. A pesar de su condición, Ross se ha ganado a pulso ser considerado unos de los mejores comentaristas de lucha libre, a menudo comparado a Gordon Solie.
En 2007, incitado por las rebajas de su línea de salsas de barbacoa y productos de ciervo, Ross inauguró "J.R.'s Family Bar-B-Q", un restaurante-barbacoa en Norman, Oklahoma. El restaurante ha tenido mucho éxito y a través de su blog, Ross ha anunciado planes de expansión en la zona de Oklahoma City. En el año 2007, el siguiente restaurante se construyó en Moore, Oklahoma.
Ross ha sido intervenido en junio de un problema estomacal, una hernia incisional, que había ido desarrollándose durante los 3 meses anteriores.
Su esposa Jan tuvo un accidente viajando en una Vespa el 21 de marzo de 2017 siendo atropellada, un día después ella falleció, siendo confirmado por el mismo Ross.

## Campeonatos y logros
- Cauliflower Alley Club

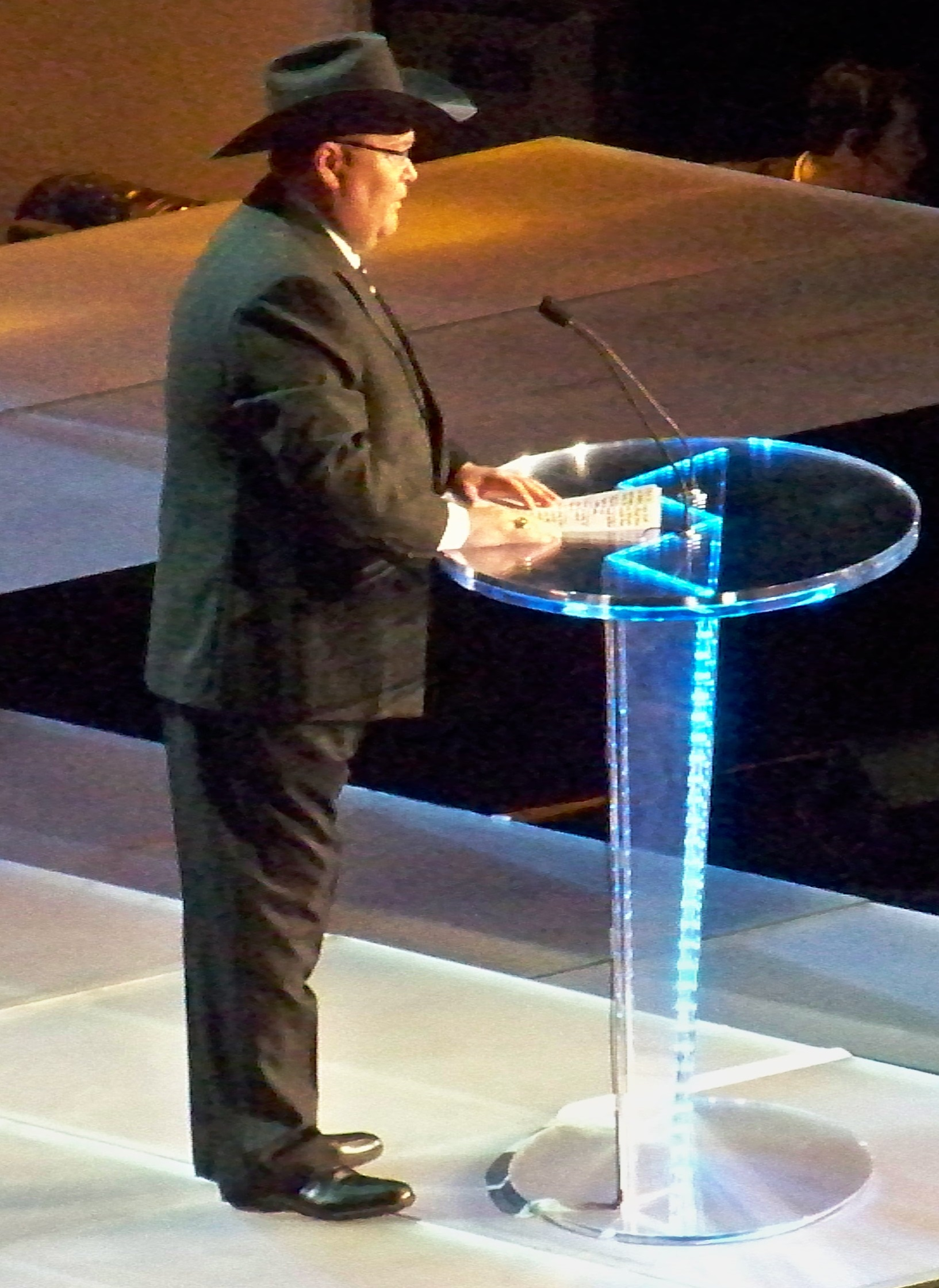
Ross fue incluido en el Salón de la Fama de la WWE en 2007

  - Art Abrams Lifetime Achievement Award (2010)[45]
- George Tragos/Lou Thesz Professional Wrestling Hall of Fame
  - Lou Thesz Award (2011)[46]
- National Wrestling Alliance
  - NWA Hall of Fame (2016)[47]
- Pro Wrestling Illustrated
  - PWI Premio Stanley Weston - 2002[48]
- World Wrestling Entertainment
  - WWE Hall of Fame (2007)[25]
  - Slammy Award (1 vez)
    - "Tell me I didn’t just see that" Moment of the Year (2011) rapping during the "Michael Cole Challenge"
- Wrestling Observer Newsletter
  - WON Hall of Fame (1999)[49]
  - WON Mejor anunciador de televisión - 1988[50]
  - WON Mejor anunciador de televisión - 1989[50]
  - WON Mejor anunciador de televisión - 1990[50]
  - WON Mejor anunciador de televisión - 1991[50]
  - WON Mejor anunciador de televisión - 1992[50]
  - WON Mejor anunciador de televisión - 1993[50]
  - WON Mejor anunciador de televisión - 1998[50]
  - WON Mejor anunciador de televisión - 1999[50]
  - WON Mejor anunciador de televisión - 2000[50]
  - WON Mejor anunciador de televisión - 2001[50]
  - WON Mejor anunciador de televisión - 2006[50]
  - WON Mejor anunciador de televisión - 2007[50]
  - WON Mejor anunciador de televisión - 2009[50]
  - WON Mejor anunciador de televisión - 2012[50]